# Semana de Bell Ville 1949
De Semana de Bell Ville 1949 was een autorace die werd gehouden op 20 maart 1949 op het circuit van Bell Ville in Córdoba.

## Uitslag
| Positie | Rijder           | Team       | Ronden | Tijd/Opgave |
| ------- | ---------------- | ---------- | ------ | ----------- |
| 1       | Oscar Galvez     | Alfa Romeo | 35     | 1:16:30.0   |
| 2       | Clemar Bucci     | Alfa Romeo | 33     | + 2 Rondes  |
| 3       | Pascual Puopolo  | Maserati   | 33     | + 2 Rondes  |
| 4       | Andres Fernandez | Maserati   | 31     | + 4 Rondes  |
| 5       | Osvaldo Juche    | Chevrolet  | 31     | + 4 Rondes  |